# Polia mysticoides
Polia mysticoides là một loài bướm đêm trong họ Noctuidae.